# La Cumbre de los Dioses
La Cumbre de los Dioses (en francés, Le Sommet des Dieux) es una película dramática de animación francesa de 2021 basada en la serie de manga japonesa del mismo nombre de Jiro Taniguchi. La película fue dirigida por Patrick Imbert; se mostró por primera vez en el Festival de Cine de Cannes de 2021 en julio de 2021 antes de un estreno completo en cines en septiembre de 2021.

## Sinopsis
En 1924, George Mallory y Andrew Irvine intentaron escalar el Monte Everest y nunca más se les volvió a ver. Setenta años después, Makoto Fukamachi, un joven reportero japonés, se encuentra con un misterioso alpinista llamado Habu Joji, en cuyas manos Fukamachi cree ver la cámara de Mallory, lo que podría revelar si Mallory y su compañero realmente fueron los primeros en escalar el Everest.
Fukamachi gradualmente se involucra más con Habu, hasta el punto de que finalmente se encuentra con él en el Everest para registrar el intento de Habu de alcanzar la cima.

## Producción
La película está basada en una serie de manga del mismo nombre, escrita e ilustrada por Jiro Taniguchi, que a su vez se basó en una novela de 1998 de Baku Yumemakura. En enero de 2015, se anunció una adaptación cinematográfica de animación CG en francés del manga. Originalmente, la producción estaba a cargo de Julianne Films, Walking The Dog y Mélusine Productions, con la dirección de Éric Valli y Jean-Christophe Roger. En junio de 2020, se anunció que la película sería dirigida por Patrick Imbert, con guiones de Imbert, Magali Pouzol y Jean-Charles Ostorero, y música compuesta por Amine Bouhafa. También se anunció que la película sería distribuida por Diaphana Distribution en Francia y Wild Bunch internacionalmente. La película se mostró por primera vez en el Festival de Cine de Cannes de 2021 el 15 de julio de 2021, antes de su estreno en cines en Francia a partir del 22 de septiembre de 2021.
A nivel internacional, Netflix transmitirá la película en los cines de Estados Unidos a partir del 24 de noviembre de 2021 y en el Reino Unido el 26 de noviembre de 2021. El sitio web comenzará a transmitir la película el 30 de noviembre de 2021.

## Recepción
La película fue galardonada en los Premios César de 2022 con el de Mejor película de animación
Carlos Aguilar de TheWrap elogió la película por su trama y animación. Michael Nordine de Variety también elogió la trama y la animación, específicamente por ser realista. Benjamin Benoit de IGN también elogió la película por ser una gran adaptación del material original.